# Le Bougeoir
Le Bougeoir est un tableau réalisé par le peintre français Georges Braque en 1911. Cette huile sur toile est une nature morte cubiste représentant notamment un bougeoir, une pipe, un journal, une paire de ciseaux et une bobine de fil.
Ce tableau est conservé à la Scottish National Gallery of Modern Art, à Édimbourg.